# Висоцький Володимир Сергійович
Володи́мир Сергі́йович Висо́цький (рос. Владимир Сергеевич Высоцкий; * 18 серпня 1954, Комарно, Львівська область — 5 лютого 2021) — адмірал (15.12.2006), головком Військово-морського флоту Росії (2007-2012).

## Коротка біографія
Народився 18 серпня 1954 р. Закінчив Чорноморське вище військово-морське училище (1976 р.) і Вищі спеціальні офіцерські класи ВМФ (1982 р.). Служив на Тихоокеанському флоті командиром групи, командиром бойової частини, помічником командира крейсера, старшим помічником командира крейсера, старшим помічником командира важкого авіаносного крейсера.
Після закінчення 1990 року Військово-морської академії продовжив службу на Тихоокеанському флоті на посадах командира важкого авіаносного крейсера, заступника командира, а потім командира дивізії ракетних кораблів. У 1999 році закінчив Військову академію Генерального штабу Збройних Сил РФ і був призначений на Північний флот начальником штабу — першим заступником командувача флотилією різнорідних сил, потім командував цією флотилією. З 20 серпня 2004 р. був начальником штабу — першим заступником командувача Балтійським флотом.
26 вересня 2005 р. Указом Президента Російської Федерації № 1108 призначений командувачем Північним флотом. У грудні 2006 року Володимиру Висоцькому присвоєно чергове військове звання адмірал.
12 вересня 2007 р. Указом Президента Російської Федерації призначений головнокомандуючим Військово-морським флотом Росії. Змінив на цій посаді адмірала флоту В. В. Масоріна.
6 травня 2012 р. Указом Президента Російської Федерації звільнений з посади головнокомандуючого Військово-морським флотом Росії.

## Нагороди
- Орден «За заслуги перед Вітчизною» IV ступеня
- Орден «За військові заслуги»
- Орден «За службу Батьківщині в Збройних Силах СРСР» III ступеня

## Сім'я
Був одружений, мав двох дітей. Двоюрідний брат — Герой Радянського Союзу генерал-полковник Євген Висоцький, колишній начальник Головного управління підготовки і розподілу кадрів Міноборони Росії.